# Équipe de Colombie masculine de handball
Maillots
Dernière mise à jour : 28 décembre 2020.
L'équipe de Colombie de handball masculin est constituée d'une sélection de joueurs colombiens sous l'égide de la fédération colombienne de handball. Elle n'a participé à aucun championnat du monde de handball ni aux Jeux olympiques, ne se qualifiant que pour deux championnats panaméricains. Cette discipline sportive se développe actuellement en Colombie.

## Palmarès

### Jeux olympiques
Aucune participation

### Championnats du monde
Aucune participation

### Championnats panaméricains
- 1998 : 8e place
- 2000 : non qualifié
- 2002 : 8e place
- 2004 à 2014 : non qualifié
- 2016 : 9e place
- 2018 : 9e place

### Autres
Jeux sud-américains
- 2010 : 5e
- 2014 : 7e

Jeux bolivariens
- 2013 : 3e place